# Volker Schirrmacher

Volker Schirrmacher (2017)

Volker Schirrmacher (* 9. Januar 1943 in Wentorf bei Hamburg) ist ein deutscher Biochemiker, Immunologe und Krebsforscher. Er war Professor für Immunologie am Institut für Immunologie und Genetik beim Deutschen Krebsforschungszentrum in Heidelberg und ist wissenschaftlicher Leiter der Tumorimmunoligue am Immun-Onkologischen Zentrum in Köln.

## Leben
Volker Schirrmacher, Sohn von Johanna Schirrmacher, geborene Bräuning, und Wolf Schirrmacher, studierte 1962 bis 1967 Biochemie an der Universität Tübingen und ging dann als Diplom-Biochemiker an die Universität Köln, wo er 1970 in Immunologie zum Dr. rer. nat. promoviert wurde (mit einer Arbeit über das Zusammenwirken von T-Zellen und B-Zellen). Als Post-Doktorand war er bis 1973 in Solna bei Stockholm am Karolinska-Institut und dann in London am London Hospital Medical College, wobei er sich mit Grundlagenforschung in der Immunologie befasste (zum Beispiel Transplantationsimmunologie und Immungenetik). 1976 erhielt er einen Ruf als Wissenschaftlicher Rat und Professor für Immunologie an das Deutsche Krebsforschungszentrum in Heidelberg, wo er ab 1976 die Abteilung zelluläre Immunologie mit dem Forschungsschwerpunkt Immunbiologie der Metastasierung leitete. 1979 habilitierte er sich in Immunologie in Heidelberg und 1986 wurde er ordentlicher Professor für Immunologie an der Universität Heidelberg.
1987/88 war er Vorsitzender der Sektion Experimentelle Krebsforschung (SEK) bei der Deutschen Krebsgesellschaft und 1989/90 Präsident der Metastasis Research Society. 2003/2004 vertrat er Deutschland bei der European Association of Cancer Research (EACR). Von 2009 bis 2011 war er Präsident der Europäischen Gesellschaft für Angewandte Immunologie e.V. (EGAI). Sein Wissenschaftliches Œuvre umfasst mehr als 400 Veröffentlichungen in internationalen Fachzeitschriften.
In den 1980er Jahren bis 2008, dem Jahr seiner Emeritierung, erforsche er am Deutschen Krebsforschungszentrum Krebs-Metastasierungsprozesse und Immuntherapien gegen Krebs. Er leistete Pionierarbeit bei der Entwicklung und Anwendung von virusmodifizierten Impfstoffen. Seine Strategie bestand darin, Tumorzellen durch Infektion mit Newcastle Disease Virus (NDV), einen für den Menschen harmlosen Vogelvirus, so zu verändern, dass das Immunsystem den Tumor spezifisch erkennt und gleichzeitig durch Assoziation mit dem Virus gegen die Tumorzellen aktiviert wird. Schirrmacher arbeitet ausschließlich an autologen Impfstoffen, da er überzeugt ist, dass jeder Tumor individuell ist. Diese autologen Impfstoffe werden postoperativ eingesetzt, da in dieser Situation das Immunsystem noch größtenteils intakt ist. Diese aktiv-spezifische Immuntherapie (ASI) wurde zunächst präklinisch an Maus-Tumormodellen erprobt. Nachdem die Wirksamkeit der Zusatztherapie verifiziert war, wurde der Weg bis zur klinischen Anwendung beschritten.
Seine Beiträge zur Charakterisierung des NDV stellten weltweit einen Fortschritt dar. Schirrmacher erreichte ebenfalls Neuentwicklungen auf dem Gebiet der adoptiven Immuntherapie, bei der Krebs-reaktive Gedächtnis T-Zellen aus dem Knochenmark gewonnen und in den tumortragenden Organismus übertragen werden. In einem über Jahre etablierten Mausmodell ließen sich mit dieser Methode nicht nur Tumore im Frühstadium, sondern auch solche im Spätstadium zur Remission bringen. In weiteren Grundlagenstudien stellte sich heraus, dass das Knochenmark ein antigenreaktives Immunorgan ist, ähnlich den Lymphknoten. Diese Erkenntnisse aus den Anfängen der 2000er Jahre wurden mehrfach belegt aber haben bis heute noch keinen Eingang in Lehrbücher der Immunologie gefunden. Aufgrund der Größe und zentralen Lage des Knochenmarks schlägt Volker Schirrmacher in jüngster Zeit vor, das Knochenmark als Zentrales Immunsystem zu bezeichnen, in Analogie zum Zentralen Nervensystem.
Seit 2010 leitet Volker Schirrmacher die tumorimmunologische Forschung am Immun Onkologischen Zentrum Köln (IOZK). Gemeinsam mit Naturwissenschaftlern und Ärzten arbeitet er an der Integration neuester wissenschaftlicher Erkenntnisse in die Immuntherapie. So wurde dort die individualisierte multimodale Immuntherapie (IMI) entwickelt. Sie kombiniert onkolytische Virotherapie mit aktiv-spezifischer Immunisierung durch einen individuell hergestellten dendritischen Zellimpfstoff.
1982 erhielt er den Aronson-Preis der Stadt Berlin, 1983 den Meyenburg-Preis in Heidelberg und 1988 den Deutschen Krebspreis.
Er heiratete 1969 Barbara Ziemssen und hat mit ihr die Töchter Tanja und Elise.

## Wissenschaftliche Publikationen

### Eigenständige Schriften
- als Hrsg.: Krebs – Tumoren, Zellen, Gene. Spektrum Akademischer Verlag, Heidelberg 1986, ISBN 3-922508-38-3.
- Quo vadis cancer therapy? Fascinating discoveries of the last 60 years. Lambert Academic Publishing, 2017, ISBN 978-620-2-05545-1.

### T-Zell Immunologie
- 1969 mit K. Rajewsky, S. Nase und N. K. Jerne: The requirement of more than one antigenic determinant for immunogenicity. In: Journal of Experimental Medicine. Band 129, 1969, Nr. 6, S. 1131–1143.
- 2000 mit S. Müerköster, M. Bucur und anderen: Breaking tolerance to a tumor-associated viral superantigen as a basis for graft-versus-leukemia reactivity. In: International Journal of Cancer. Band 87, 2000, Nr. 5, S. 695–706.

### Krebs-Metastasierung
- 1979 Schirrmacher V, Bosslet K, Shantz G et al. Tumor metastases and cell-mediated immunity in a model system in DBA/2 mice. IV. Antigenic differences between a metastasizing variant and the parental tumor line revealed by cytotoxic T lymphocytes. International Journal of Cancer 23(2), 245-252.
- 1980 Schirrmacher V, Cheingsong-Popov R, Arnheiter H. Hepatocyte-tumor cell interaction in vitro. I. Conditions for rosette formation and inhibition by anti-H-2 antibody. Journal of Experimental Medicine. 151(4), 984-989.
- 1981 Bosslet K, Schirrmacher, V. Escape of metastasizing clonal tumor cell variants from tumor-specific cytolytic T lymphocytes. Journal of Experimental Medicine. 154(2), 557-562.
- 1986 Altevogt P, von Hoegen P, Schirrmacher, V. Immunoresistant metastatic tumor variants can re-express their tumor antigen after treatment with DNA methylation-inhibiting agents. International Journal of Cancer. 38(5), 707-711.
- 1985 Schirrmacher V. Cancer metastasis: experimental approaches, theoretical concepts, and impacts for treatment strategies. Advanced Cancer Research. 43, 1-73.

### Ohrmuschelimmunisierung mit DNA- und RNA-Impfstoffen
- 1998 Förg P, von Hoegen P, Dalemans W, Schirrmacher V. Superiority of the ear pinna over muscle tissue as site for DNA vaccination. Gene Therapy. 5(6), 789-797.
- 2000 Schirrmacher V, Förg P, Dalemans W et al. Intra-pinna anti-tumor vaccination with self-replicating infectious RNA or with DNA encoding a model tumor antigen. Gene Therapy. 7(13), 1137-1147.

### Knochenmark als zentrales antigen-reaktives Immunorgan
- 1994 Khazaie K, Prifti S, Beckhove P et al. Persistence of dormant tumor cells in the bone marrow of tumor cell-vaccinated mice correlates with long-term immunological protection. Proceedings of the National Academy of Sciences of the United States of America. 91(16), 7430-7434.
- 2001 Feuerer M, Beckhove P, Bai L et al. Therapy of human tumors in NOD/SCID mice with patient-derived reactivated memory T cells from bone marrow. Nature Medicine. 7(4), 452-458.
- 2003 Feuerer M, Beckhove P, Garbi N et al. Bone marrow as a priming site for T-cell responses to blood-borne antigen. Nature Medicine. 9(9), 1151-1157.
- 2005 Mahnke YD, Schwendemann J, Beckhove P, Schirrmacher V. Maintenance of long-term tumour-specific T-cell memory by residual dormant tumour cells. Immunology 115(3), 325-336.
- 2005 Schmitz-Winnenthal FH, Volk C, Z`graggen K et al. High frequencies of functional tumor-reactive T cells in bone marrow and blood of pancreatic cancer patients. Cancer Research. 65(21), 10079-10087.
- 2006 Sommerfeldt N, Schütz F, Sohn C et al. The shaping of a polyvalent and highly individual T-cell repertoire in the bone marrow of breast cancer patients. Cancer Research. 66(16), 8258-8265.
- 2015 Schirrmacher V. Cancer-reactive memory T cells from bone marrow: Spontaneous induction and therapeutic potential (Review). International Journal of Oncology. 47(6), 2005-2016.
- 2023 Schirrmacher V. Bone marrow: The Central Immune System. Immuno. 3(3), 289-329.
- 2023 Schirrmacher V. Interconnection and communication between bone marrow – the central immune system – and the central nervous system. Journal of Neuroscience and Neurological Disorders. 7, 090-093.

### Onkolytisches Vogelvirus (Newcastle disease virus, NDV)
- 1995 Jurianz K, Haas C, Hubbe M et al. Adhesive function of Newcastle-disease virus hemagglutinin in tumor-host interaction. International Journal of Oncology. 7(3), 539-545.
- 2000 Termeer CC, Schirrmacher V, Brücker EB, Becker JC. Newcastle disease virus infection induces B7-1/B7-2-independent T-cell costimulatory activity in human melanoma cells. Gene Therapy. 7(2), 316-323.
- 2006 Fiola C, Peeters B, Fournier P et al. Tumor selective replication of Newcastle disease virus: association with defects of tumor cells in antiviral defence. International Journal of Cancer 119(2), 328-338.
- 2009 Wilden H, Fournier P, Zawatzky R, Schirrmacher V. Expression of RIG-I, IRF3, IFN-beta and IRF7 determines resistance or susceptibility of cells to infection by Newcastle disease virus. International Journal of Oncology. 34(4), 971-982.
- 2009 Jarahian M, Watzl C, Fournier P et al. Activation of natural killer cells by newcastle disease virus hemagglutinin-neuraminidase. Journal of Virology. 83(16), 8108-8121.
- 2009 Schirrmacher V, Fournier P. Newcastle disease virus: a promising vector for viral therapy, immune therapy, and gene therapy of cancer. Methods in Molecular Biology. 542, 565-605.
- 2012 Fournier P, Bian H, Szeberényi J, Schirrmacher V. Analysis of three properties of Newcastle disease virus for fighting cancer: tumor-selective replication, antitumor cytotoxicity, and immunostimulation. Methods in Molecular Biology. 797, 177-204.
- 2015 Schirrmacher V. Signaling through RIG-I and type I interferon receptor: Immune activation by Newcasle disease virus in man versus immune evasion by Ebola virus (Review), International Journal of Molecular Medicine. 36(1), 3-10.
- 2016 Schirrmacher V. Fifty years of clinical application of Newcastle disease virus: Time to celebrate! Biomedicines4(3), 16.
- 2017 Schirrmacher V. Immunobiology of Newcastle disease virus and its use for prophylactic vaccination in poultry and as adjuvant for therapeutic vaccination in cancer patients. International Journal of Molecular Science. 18(5), 1103.
- 2019 Schirrmacher V, van Gool S, Stuecker W. Breaking therapy resistance: An update on oncolytic Newcastle disease virus for improvements of cancer therapy. Biomedicines. 7(3), 66.

### Virus-modifizierte Krebsimpfstoffe und aktiv-spezifische Immuntherapie
- 1986 Heicappell R, Schirrmacher V, von Hoegen P et al. Prevention of metastatic spread by postoperative immunotherapy with virally modified autologous tumor cells. I. Parameters for optimal therapeutic effects. International Journal of Cancer 37(4), 569-577.
- 1990 Von Hoegen P, Zawatzky R, Schirrmacher V. Modification of tumor cells by a low dose of Newcastle disease virus. III. Potentiation of tumor-specific cytolytic activity via induction of interferon-alpha/beta. Cell. Immunol. 126(1), 80-90.
- 1993 Ertel C, Millar NS, Emmerson PT et al. Viral hemagglutinin augments peptide-specific cytotoxic T cell response.European Journal of Immunology 23(10), 2592-2596.
- 2020 Schirrmacher V. New insights into mechanisms of long-term protective anti-tumor immunity induced by cancer vaccines modified by virus infection. Biomedicines 8(3), 55.
- 2022 Schirrmacher V. Molecular mechanisms of anti-neoplastic and immune stimulatory properties of oncolytic Newcastle disease virus. Biomedicines 10(3), 562.
- 2022 Schirrmacher V, van Gool S, Stuecker W. Counteracting immunosuppression in the tumor microenvironment by oncolytic Newcastle disease virus and cellular immunotherapy. Int. J. Mol. Sci. 23(21), 13050.

### Gedächtnis T-Zellen und adoptive T-Zell-Immuntherapie
- 1995 Schirrmacher V, Beckhove P, Krüger A et al. Effective immune rejection of advanced metastasized cancer. International Journal of Oncology. 6(3), 505-521.
- 1998 Müerköster S, Wachowski O, Zerban H et al. Graft-versus-leukemia reactivity involves cluster formation between superantigen-reactive donor T lymphocytes and host macrophages. Clinical Cancer Research 4(12), 3095-3106.
- 2000 Müerköster S, Laman, ID, Rocha M et al. Functional and in situ evidence for nitric oxide production driven by CD40-CD40L interactions in graft-versus-leukemia reactivity. Clinical Cancer Research 6(5), 1988-1996.
- 2005 Schirrmacher V, Beckhove P, Choi C et al. Tumor-immune memory T cells from the bone marrow exert GvL without GvH reactivity in advanced metastasized cancer. International Journal of Oncology. 27(4), 1141-1149.
- 2014 Schirrmacher V. Complete remission of cancer in late-stage disease by radiation and transfer of allogeneic MHC-matched immune T cells: Lessons from GvL studies in animals. Cancer Immunology, Immunotherapy. 63(6), 535-543.

### Klinische Immuntherapie Studien
- 1996 Ockert D, Schirrmacher V, Beck N et al. Newcastle disease virus-infected intact autologous tumor cell vaccine for adjuvant active specific immunotherapy of resected colorectal carcinoma. Clinical Cancer Research 2(1), 21-28.
- 1997 Ahlert T, Sauerbrei W, Bastert G et al. Tumor cell number and viability as quality and efficacy parameters of autologous virus-modified cancer vaccines in patients with breast or ovarian cancer. Journal of Clinical Oncology. 15(7), 2763.
- 2004 Steiner HH, Bonsanto MM, Beckhove P et al. Antitumor vaccination of patients with glioblastoma multiforme: a pilot study to assess feasibility, safety, and clinical benefit. Journal of Clinical Oncology. 22(21), 4272-4281.
- 2014 Schirrmacher V, Fournier P, Schlag P. Autologous tumor cell vaccines for post-operative active-specific immunotherapy of colorectal carcinoma: long-term patient survival and mechanism of function. Expert Review of Vaccines 13(1), 117-130.
- 2017 Schirrmacher V, Lorenzen D, Van Gool SW, Stuecker W. A new strategy of cancer immunotherapy combining hyperthermia/oncolytic virus pretreatment with specific autologous anti-tumor vaccination – A Review. Austin Oncology Case Reports. 2(1), 1006.
- 2018 Van Gool SW, Makalowski J, Feyen G et al. The induction of immunogenic cell death (ICD) during maintenance chemotherapy and subsequent multimodal immunotherapy for glioblastoma (GBM). Austin Oncology Case Reports. 3(1), 1010.
- 2020 Schirrmacher V. Cancer vaccines and oncolytic viruses exert profoundly lower side effects in cancer patients than other systemic therapies: A comparative analysis. Biomedicines 8(3), 61.
- 2023 Van Gool SW, Makalowski J, Kampers LH et al. Dendritic cell vaccination for glioblastoma multiforme patients: has a new milestone been reached? Translational Cancer Research. 12(8), 2224-2228.
- 2023 Van Gool SW, Van de Vliet P, Kampers LFC, Kosmat J, Sprenger T, Reich E, Schirrmacher V, Stuecker W. Methods behind oncolytic virus-based DC vaccines in cancer: Toward a multiphase combined treatment strategy for glioblastoma (GBM) patients. Methods in Cell Biology, ISSN 0091-679X. Doi:10.1016/bs.mcb.2023.06.001